# Fintenkapelle

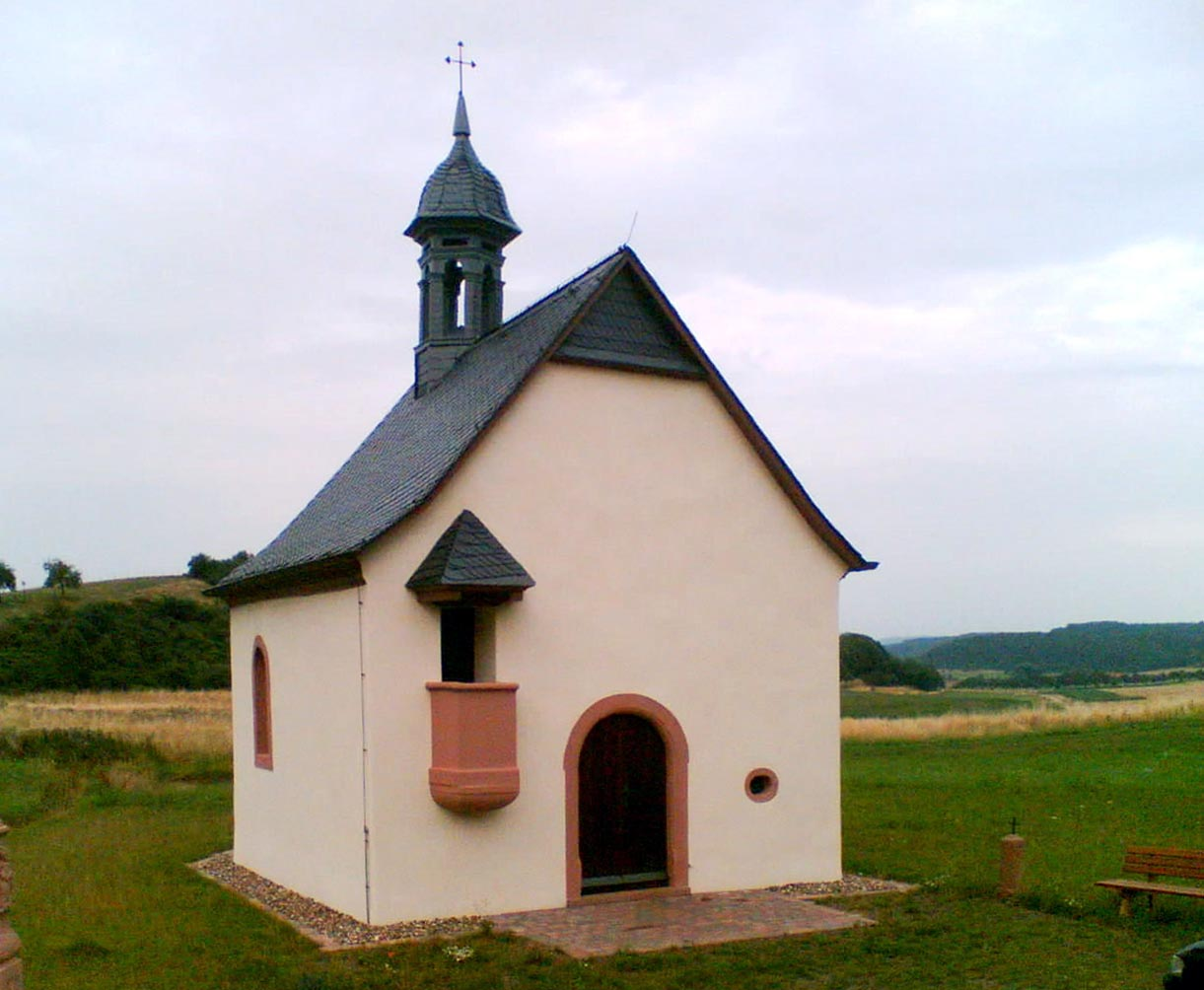
Fintenkapelle in Bergweiler

Die katholische Fintenkapelle in Bergweiler, einer Ortsgemeinde im Landkreis Bernkastel-Wittlich in Rheinland-Pfalz, wurde vermutlich im 17. Jahrhundert errichtet. Die der heiligen Helena geweihte Feldkapelle, östlich des Ortes gelegen, ist ein geschütztes Kulturdenkmal. Sie ist als Wallfahrtskapelle für kranke Kinder bekannt.
Erstmals erwähnt wird die Fintenkapelle, benannt nach dem Finkenhof, im Jahr 1669 in einem Visitationsprotokoll. Im Jahr 1717 wurde sie instand gesetzt, wie aus einer Inschrift auf einem Steinkreuz und einer Glocke hervorgeht.
Der verputzte Bruchsteinbau ist 4,75 Meter breit und 7,80 Meter lang. Er hat nur eine Fensterachse und einen dreiseitigen Chorschluss. Links vom rundbogigen Westportal ist eine Außenkanzel angebracht, damit der Pfarrer zu den auf dem freien Feld vor der Kapelle versammelten Gläubigen predigen konnte. Der sechsseitige offene Dachreiter mit Glocke hat geschieferte Holzsäulen und einen geschweiften Helm, den ein Kreuz bekrönt. Den Innenraum schließt eine flache Decke ab.
Der einfache Altar aus dem 17. Jahrhundert mit gedrehten Säulen, Engeldekor und Knorpelwerk stammt aus der Erbauungszeit.
Im Jahr 2004 wurde die Kapelle von freiwilligen Helfern des Ortes renoviert.